# Giuliana Zevallos
Giuliana Myriam Zevallos Roncagliolo (Lima, 1988) es una reina de belleza, médica y modelo peruana, ganadora de Miss Continentes Unidos 2010 el 18 de septiembre de 2010.
Antes de ganar Miss Continentes Unidos, fue Miss Tierra Perú 2008 y Miss Perú Universo 2010, y representó a su país en ambos: Miss Tierra 2008 y Miss Universo 2010.
En febrero de 2012 la organización Miss Perú designó a Giuliana como Miss Perú Mundo 2012, después de pasar por un proceso de scouting y entrevistas donde compitió con excandidatas de pasados concursos. Por esta razón participó en Miss Mundo 2012, que se celebró en Ordos, Mongolia Interior, el 18 de agosto de mismo año.
En 2014, se casó con el ilusionista Jorge Larrabure «George Iglesias», con quien tuvo un hijo llamado Fabricio.
El 4 de noviembre de 2016, Giuliana participó en el Mrs. World realizado en Corea del Sur, ganando ante la concursante de Rusia en una final austera y sencilla, con escaso público y poca prensa.